# 폭렬도시
폭렬도시(爆裂都市, Burst City)는 일본에서 제작된 이시이 가쿠류 감독의 1982년 영화이다. 엔도 미치로우 등이 주연으로 출연하였다.

## 출연

### 주연
- 엔도 미치로우
- 이즈미야 시게루
- 진나이 타카노리

### 조연
- 마치다 코우
- 무로이 시게루
- 오헤 신야
- 오무라 마유미
- 우에다 우마노스케

## 같이 보기
- 사이버펑크
- 일본의 사이버펑크